# Paragalasa
Paragalasa é um gênero de mariposa pertencente à família Crambidae.